# Ligue mondiale masculine de water-polo 2014
Navigation
Édition précédente Édition suivante
La Ligue mondiale 2014 est la treizième édition de la Ligue mondiale de water-polo masculin, compétition annuelle organisée par la Fédération internationale de natation (FINA).
Chaque zone continentale organise des qualifications entre équipes invitées à participer. Leurs huit vainqueurs participent à une super finale, organisée du 16 au 21 juin 2014 à Dubaï, aux Émirats arabes unis.

## Équipes participant à la super finale
Le règlement pour 2014 prévoit trois qualifiés pour l’Europe, quatre qualifiés pour le reste du monde et la qualification automatique de l’équipe de la fédération hôte.
| Compétition              | Date                             | Lieu                 | Nombre de places | Qualifié                                 |
| ------------------------ | -------------------------------- | -------------------- | ---------------- | ---------------------------------------- |
| Pays organisateur        | Pays organisateur                | Pays organisateur    | 1                | Émirats arabes unis                      |
| Tournoi européen         | 12 novembre 2013 - 15 avril 2014 | matches aller-retour | 3                | Serbie Hongrie Monténégro                |
| Tournoi intercontinental | 27 mai au 1er juin 2014          | Shanghai (Chine)     | 5                | États-Unis Brésil Australie Chine Canada |
| TOTAL                    |                                  |                      | 8                |                                          |

## Organisation
Chaque fédération participe verse 25 000 dollars des États-Unis de frais de participation. La prime minimale est de 15 000 dollars pour les équipes non qualifiées et celle terminant huitième de la super finale. Elle augmente de 5 000 en 5 000 dollars jusqu'à la quatrième place. Les trois premiers de la super finale remportent respectivement 50 000, 70 000 et 100 000 pour le vainqueur.

## Qualifications
Les équipes nationales sont invitées par la FINA à participer aux qualifications de la Ligue mondiale d'après leurs résultats ou leurs progrès récents. Ces qualifications sont organisées par zone continentale ou par regroupement de plusieurs zones continentales selon le nombre d'équipes participantes. Qu'elles soient jouées en matches aller-retour ou en tournoi d’une semaine, les qualifications supposent que chaque équipe joue deux fois contre ses adversaires.
Les matches ne peuvent pas se terminer sur un score d'égalité. Une séance de tirs au but (« T ») départagent les équipes. Dans ce cas-là, le vainqueur marque deux points au classement et le perdant un point, au lieu respectivement de trois points et zéro point en cas de score inégal.

### Tournoi Intercontinental
La FINA prévoit un tournoi de qualification du 26 mai au 1er juin 2014 en Chine.

#### Groupe A
| Rang | Équipe     | Pts | J | G | N | P | Bp | Bc | Diff |
| ---- | ---------- | --- | - | - | - | - | -- | -- | ---- |
| 1    | Australie  | 9   | 3 | 3 | 0 | 0 | 38 | 26 | +12  |
| 2    | Canada     | 6   | 3 | 2 | 0 | 1 | 30 | 27 | +3   |
| 3    | Kazakhstan | 3   | 3 | 1 | 0 | 2 | 23 | 26 | -3   |
| 4    | Japon      | 0   | 3 | 0 | 0 | 3 | 26 | 38 | -12  |

| Date        |            | Score |           |
| ----------- | ---------- | ----- | --------- |
| 27 mai 2014 | Kazakhstan | 10-7  | Japon     |
| 27 mai 2014 | Australie  | 11-10 | Canada    |
| 28 mai 2014 | Canada     | 12-10 | Japon     |
| 28 mai 2014 | Kazakhstan | 7-11  | Australie |
| 29 mai 2014 | Kazakhstan | 6-8   | Canada    |
| 29 mai 2014 | Japon      | 9-16  | Australie |

#### Groupe B
| Rang | Équipe     | Pts | J | G | N | P | Bp | Bc | Diff |
| ---- | ---------- | --- | - | - | - | - | -- | -- | ---- |
| 1    | États-Unis | 6   | 2 | 2 | 0 | 0 | 25 | 14 | +11  |
| 2    | Brésil     | 3   | 2 | 1 | 0 | 1 | 21 | 19 | +2   |
| 3    | Chine      | 0   | 2 | 0 | 0 | 2 | 12 | 25 | -13  |

| Date        |        | Score |            |
| ----------- | ------ | ----- | ---------- |
| 27 mai 2014 | Chine  | 4-14  | États-Unis |
| 28 mai 2014 | Chine  | 8-11  | Brésil     |
| 29 mai 2014 | Brésil | 10-11 | États-Unis |

#### Phase finale
| Date                    |            | Score        |            |
| ----------------------- | ---------- | ------------ | ---------- |
| Quarts de finale        |            |              |            |
| 30 mai                  | Kazakhstan | 7-8          | Brésil     |
| 30 mai                  | Canada     | 17-18 (pén.) | Chine      |
| 30 mai                  | Japon      | 8-10         | États-Unis |
| Match de classement 5-7 |            |              |            |
| 31 mai                  | Canada     | 11-8         | Japon      |
| Demi-finales            |            |              |            |
| 31 mai                  | États-Unis | 13-6         | Chine      |
| 31 mai                  | Brésil     | 9-6          | Australie  |
| Finale 5-6              |            |              |            |
| 1er juin                | Kazakhstan | 8-9          | Canada     |
| Finale 3-4              |            |              |            |
| 1er juin                | Chine      | 8-16         | Australie  |
| Finale                  |            |              |            |
| 1er juin                | États-Unis | 11-7         | Brésil     |

### Europe
Les dix équipes européennes invitées sont réparties en trois groupes à l'intérieur desquels les équipes se rencontrent en matches aller et retour entre le 12 novembre 2013 et le 15 avril 2014.
Le premier de chaque groupe se qualifie pour la super finale.

#### Groupe A
| Rang | Équipe   | Pts | J | G | N | P | Bp | Bc | Diff |
| ---- | -------- | --- | - | - | - | - | -- | -- | ---- |
| 1    | Serbie   | 12  | 4 | 4 | 0 | 0 | 51 | 25 | +26  |
| 2    | Russie   | 4   | 4 | 1 | 0 | 3 | 37 | 44 | -7   |
| 3    | Roumanie | 4   | 4 | 1 | 0 | 3 | 28 | 47 | -19  |

| Date             | Lieu       |          | Score |          |
| ---------------- | ---------- | -------- | ----- | -------- |
| 12 novembre 2013 | Tchekhov   | Russie   | 15-5  | Roumanie |
| 10 décembre 2013 | Belgrade   | Serbie   | 18-6  | Roumanie |
| 14 janvier 2014  | Kazan      | Russie   | 8-12  | Serbie   |
| 11 février 2014  | Bucarest   | Roumanie | 13-7  | Russie   |
| 11 mars 2014     | Bucarest   | Roumanie | 4-7   | Serbie   |
| 15 avril 2014    | Kragujevac | Serbie   | 14-7  | Russie   |

#### Groupe B
| Rang | Équipe  | Pts | J | G | N | P | Bp | Bc | Diff |
| ---- | ------- | --- | - | - | - | - | -- | -- | ---- |
| 1    | Hongrie | 9   | 4 | 3 | 0 | 1 | 37 | 33 | +4   |
| 2    | Grèce   | 5   | 4 | 2 | 0 | 2 | 36 | 38 | -2   |
| 3    | Croatie | 4   | 4 | 1 | 0 | 3 | 35 | 37 | -2   |

| Date             | Lieu    |         | Score        |         |
| ---------------- | ------- | ------- | ------------ | ------- |
| 12 novembre 2013 | Miskolc | Hongrie | 8-5          | Grèce   |
| 10 décembre 2013 | Zagreb  | Croatie | 11-12 (pen.) | Grèce   |
| 14 janvier 2014  | Sibenik | Croatie | 7-8 (pen.)   | Hongrie |
| 11 février 2014  | Athènes | Grèce   | 11-12        | Hongrie |
| 11 mars 2014     | Patras  | Grèce   | 8-7          | Croatie |
| 15 avril 2014    | Pécs    | Hongrie | 9-10 (pen.)  | Croatie |

#### Groupe C
| Rang | Équipe     | Pts | J | G | N | P | Bp | Bc | Diff |
| ---- | ---------- | --- | - | - | - | - | -- | -- | ---- |
| 1    | Monténégro | 15  | 6 | 5 | 0 | 1 | 64 | 52 | +12  |
| 2    | Italie     | 15  | 6 | 5 | 0 | 1 | 68 | 55 | +13  |
| 3    | Slovaquie  | 3   | 6 | 1 | 0 | 5 | 55 | 66 | -11  |
| 4    | Allemagne  | 3   | 6 | 1 | 0 | 5 | 54 | 68 | -14  |

| Date             | Lieu        |            | Score |            |
| ---------------- | ----------- | ---------- | ----- | ---------- |
| 12 novembre 2013 | Berlin      | Allemagne  | 7-12  | Italie     |
| 12 novembre 2013 | Budva       | Monténégro | 13-11 | Slovaquie  |
| 10 décembre 2013 | Budva       | Monténégro | 11-8  | Italie     |
| 10 décembre 2013 | Hambourg    | Allemagne  | 10-9  | Slovaquie  |
| 14 janvier 2014  | Bergame     | Italie     | 12-5  | Slovaquie  |
| 14 janvier 2014  | Herceg Novi | Monténégro | 13-10 | Allemagne  |
| 11 février 2014  | Turin       | Italie     | 12-10 | Allemagne  |
| 11 février 2014  | Nováky      | Slovaquie  | 5-8   | Monténégro |
| 11 mars 2014     | Bari        | Italie     | 10-9  | Monténégro |
| 11 mars 2014     | Bratislava  | Slovaquie  | 12-9  | Allemagne  |
| 15 avril 2014    | Košice      | Slovaquie  | 13-14 | Italie     |
| 15 avril 2014    | Krefeld     | Allemagne  | 8-10  | Monténégro |

## Super finale
La super finale entre les huit qualifiés a lieu du 16 au 21 juin 2014, à Dubaï, aux Émirats arabes unis. 

### Phase préliminaire
Les classements de groupe au terme de la phase préliminaire permettent de constituer les quarts de finale.

#### Groupe A
| Rang | Équipe     | Pts | J | G | N | P | Bp | Bc | Diff |
| ---- | ---------- | --- | - | - | - | - | -- | -- | ---- |
| 1    | Serbie     | 9   | 3 | 3 | 0 | 0 | 47 | 18 | +29  |
| 2    | Monténégro | 6   | 3 | 2 | 0 | 1 | 29 | 27 | +2   |
| 3    | Brésil     | 3   | 3 | 1 | 0 | 2 | 21 | 36 | -15  |
| 4    | Chine      | 3   | 3 | 0 | 0 | 3 | 26 | 42 | -16  |

| Date    |            | Score |            |
| ------- | ---------- | ----- | ---------- |
| 16 juin | 21-9       | Chine |            |
| 16 juin | Brésil     | 5-15  | Monténégro |
| 17 juin | Brésil     | 12-9  | Chine      |
| 17 juin | Serbie     | 14-5  | Monténégro |
| 18 juin | Serbie     | 12-4  | Brésil     |
| 18 juin | Monténégro | 9-8   | Chine      |

#### Groupe B
| Rang | Équipe     | Pts | J | G | N | P | Bp | Bc | Diff |
| ---- | ---------- | --- | - | - | - | - | -- | -- | ---- |
| 1    | Hongrie    | 9   | 3 | 3 | 0 | 0 | 37 | 17 | +20  |
| 2    | États-Unis | 3   | 3 | 1 | 0 | 2 | 25 | 33 | -8   |
| 3    | Australie  | 3   | 3 | 1 | 0 | 2 | 21 | 25 | -4   |
| 4    | Canada     | 3   | 3 | 1 | 0 | 2 | 20 | 30 | -10  |

| Date    |            | Score |            |
| ------- | ---------- | ----- | ---------- |
| 16 juin | Hongrie    | 11-5  | Australie  |
| 16 juin | États-Unis | 12-9  | Canada     |
| 17 juin | Hongrie    | 10-3  | Canada     |
| 17 juin | États-Unis | 4-8   | Australie  |
| 18 juin | Hongrie    | 16-9  | États-Unis |
| 18 juin | Australie  | 8-10  | Canada     |

### Phase finale
| Date             |                    | Score            |                  |                  |
| Quarts de finale | Quarts de finale   | Quarts de finale | Quarts de finale | Quarts de finale |
| ---------------- | ------------------ | ---------------- | ---------------- | ---------------- |
| 19 juin          | Monténégro (2A)    | 10-4             | États-Unis (3B)  |                  |
| 19 juin          | Brésil (3A)        | 7-14             | Australie (2B)   |                  |
| 19 juin          | Serbie (1A)        | 16-11            | Canada (4B)      |                  |
| 19 juin          | Chine (4A)         | 5-13             | Hongrie (1B)     |                  |
| Demi-finales     |                    |                  |                  |                  |
| 20 juin          | Monténégro (2A/3B) | 8-10             | Hongrie (4A/1B)  |                  |
| 20 juin          | Australie (3A/2B)  | 5-12             | Serbie (1A/4B)   |                  |

| Finale       | Hongrie | 6–10 | Serbie |  |
| 21 juin 2014 |         |      |        |  |

### Matches de classement
| Date                        |                             | Score                       |                             |                             |
| Matches de classement 3e/4e | Matches de classement 3e/4e | Matches de classement 3e/4e | Matches de classement 3e/4e | Matches de classement 3e/4e |
| --------------------------- | --------------------------- | --------------------------- | --------------------------- | --------------------------- |
| 21 juin                     | Monténégro                  | 12-9 (pén.)                 | Australie                   |                             |
| Matches de classement 5e/8e |                             |                             |                             |                             |
| 20 juin                     | États-Unis                  | 15-5                        | Chine                       |                             |
| 20 juin                     | Brésil                      | 13-14                       | Canada                      |                             |
| 21 juin 5e/6e               | États-Unis                  | 14-11                       | Canada                      |                             |
| 21 juin 7e/8e               | Chine                       | 7-8                         | Brésil                      |                             |

## Classement final
|   | Équipes    |
| 1 | Serbie     |
| - | ---------- |
| 2 | Hongrie    |
| 3 | Monténégro |
| 4 | Australie  |
| 5 | États-Unis |
| 6 | Canada     |
| 7 | Brésil     |
| 8 | Chine      |

## Sources et références
1. ↑  [PDF] FINA Men’s Water Polo World League 2014 Rules & Regulations for National Federations, fina.org, page 13 ; fichier consulté le 14 janvier 2014.

- [PDF] FINA Men’s Water Polo World League 2014 Rules & Regulations for National Federations, fina.org ; fichier consulté le 14 janvier 2014.